# Only the Lonely
| Оценки критиков | Оценки критиков |
| Источник        | Оценка          |
| --------------- | --------------- |
| AllMusic        | Без оценки      |

«Only the Lonely (Know the Way I Feel)» — песня американского певца Роя Орбисона. Была написана им вместе с Джо Мелсоном.
Орбисон выпустил её как сингл в мае 1960 года на лейбле Monument Records. Эта песня стала его первым международным хитом.
В США песня 25 июля 1960 года поднялась на 2 место чарта Billboard Hot 100. Также она достигла 14 места в ритм-н-блюзовом чарте того же журнала «Билборд». В Великобритании песня тоже стала очень популярной: сингл с ней 20 октября 1960 года взошёл на 1 место национального чарта (UK Singles Chart) и потом остался там ещё на одну неделю.
В 2004 году журнал Rolling Stone поместил песню «Only the Lonely» в исполнении Роя Орбисона на 232 место своего списка «500 величайших песен всех времён». В списке 2011 года песня находится на 234 месте.
Кроме того, песня «Only the Lonely» в исполнении Роя Орбисона входит в составленный Залом славы рок-н-ролла список 500 Songs That Shaped Rock and Roll.
В 1999 году сингл Роя Орбисона «Only the Lonely (Know How I Feel)» (вышедший в 1960 году на лейбле Monument Records) был принят в Зал славы премии «Грэмми».